# هانو كيسلاما
هانو كيسلاما (بالفنلندية: Hannu Kaislama)‏ (مواليد 13 أغسطس 1956) هو ملاكم فنلندي، مثّل بلاده في الألعاب الأولمبية الصيفية 1980.

## روابط خارجية
هانو كيسلاما على موقع أوليمبيديا (الإنجليزية)